# Popillia scutellata
Popillia scutellata är en skalbaggsart som beskrevs av Eugène Benderitter 1925. 
Popillia scutellata ingår i släktet Popillia och familjen Rutelidae. Inga underarter finns listade i Catalogue of Life.